# Amnokgang Sports Club
L'Amnokgang Sports Club (cor. 압록강체육단) è una società calcistica nordcoreana con sede a Pyongyang.

## Palmarès

### Competizioni nazionali
- Campionato nordcoreano: 3

2001, 2006, 2008

### Altri piazzamenti
- Campionato nordcoreano:

Terzo posto: 2002, 2010, 2011, 2014, 2016

## Organico
Aggiornato al 2017
| N. |                           | Ruolo | Calciatore     |
| -- | ------------------------- | ----- | -------------- |
| 1  | Corea del Nord (bandiera) | P     | An Kang-chol   |
|    | Corea del Nord (bandiera) | P     | Kim Myong-gil  |
|    | Corea del Nord (bandiera) | P     | Han Song-hwan  |
|    | Corea del Nord (bandiera) | P     | Ri In-hak      |
| 19 | Corea del Nord (bandiera) | D     | Jo Kum-hyok    |
|    | Corea del Nord (bandiera) | D     | Kim Chol-ho    |
|    | Corea del Nord (bandiera) | D     | Pak Hyon-il    |
|    | Corea del Nord (bandiera) | D     | Pak Chol-jin   |
| 14 | Corea del Nord (bandiera) | D     | Pak Nam-chol   |
|    | Corea del Nord (bandiera) | D     | Jon Kwang-ik   |
| 17 | Corea del Nord (bandiera) | D     | Mun Hwang-gil  |
|    | Corea del Nord (bandiera) | C     | Sin Yong-nam   |
|    | Corea del Nord (bandiera) | C     | So Kwang-chol  |
| 11 | Corea del Nord (bandiera) | C     | Hyon Jong-hyok |

| N. |                           | Ruolo | Calciatore     |
| -- | ------------------------- | ----- | -------------- |
| 5  | Corea del Nord (bandiera) | C     | Ju Jong-chol   |
| 23 | Corea del Nord (bandiera) | C     | Ri Sang-chol   |
| 13 | Corea del Nord (bandiera) | C     | An Myong-ho    |
|    | Corea del Nord (bandiera) | C     | Ri Jin-hyok    |
| 21 | Corea del Nord (bandiera) | C     | Choe Yok-chol  |
| 7  | Corea del Nord (bandiera) | C     | Ki Chol-min    |
| 12 | Corea del Nord (bandiera) | C     | Kim Jong-chol  |
|    | Corea del Nord (bandiera) | C     | Kang Song-jin  |
| 2  | Corea del Nord (bandiera) | C     | Pak Chun-song  |
| 8  | Corea del Nord (bandiera) | A     | Jang Pyong-il  |
| 10 | Corea del Nord (bandiera) | C     | Ho Chol-min    |
|    | Corea del Nord (bandiera) | A     | Kim Myong-chol |
| 18 | Corea del Nord (bandiera) | A     | Choe Kuk-song  |
|    | Corea del Nord (bandiera) | A     | Kim Myong-won  |